# Ignacio Ameller y Ros
Ignacio Ameller y Ros (Barcelona, 8 de junio de 1769-Barcelona, 15 de septiembre de 1843) fue un médico español.

## Biografía
Hijo de Juan Ameller y Mestre, cursó medicina en la Universidad de Cervera. En 1778 le fue concedido un beneficio perpetuo simple eclesiástico en la parroquial iglesia de la villa de Llivia, obispado de Urgel. Hizo oposiciones en marzo de 1792 a una plaza de médico velador del Hospital General de Barcelona y fue nombrado médico de segunda clase. El 21 de marzo del año siguiente se graduó de doctor en medicina en dicha universidad, nullo censorum discrepante.
En virtud de reales órdenes, que recibió el intendente de Cataluña, Juan Miquel de Indart, fue elegido y nombrado médico de los reales hospitales del ejército de campaña del Rosellón el 29 de abril de 1793; así, se trasladó, por orden de sus jefes, a la villa de Figueras para la curación de los enfermos de los hospitales militares.
Fue nombrado primer médico y médico de número el 1 de octubre de ese año y prestó sus servicios facultativos en los hospitales de Perelada, San Felíu de Guixols, Gerona, La Escala, Calella y Arenys de Mar. Como recompensa de los servicios prestados en campaña, se le concedió en 1796 una pensión de dos mil reales.
Cursó posteriormente cirugía en el Real Colegio de Cirugía de Barcelona, donde se graduó de licenciado y doctor en 1798. Ese mismo año opositó a la cátedra de Materia Médica del Real Colegio de Cirugía de San Carlos, en Madrid, y por los conocimientos que demostró en este acto le fueron aprobados los ejercicios.
Fue nombrado en 1799 catedrático de Química de la facultad de Salamanca, y en 1804, del Colegio de Medicina de Burgos. El 5 de septiembre de 1807 se le dio posesión de una plaza de catedrático supernumerario del de Barcelona, del que fue elegido director.
Fue, asimismo, individuo de número de la Real Academia de Medicina y Cirugía de Barcelona y presidente honorario en 1842 de la Sociedad de Emulación Médica.
Falleció en la ciudad condal el 15 de septiembre de 1843, a los 74 años de edad.
La citada real academia celebró en igual fecha del año siguiente una solemne sesión necrológica dedicada a honrar su memoria. En ella, Joaquín Gil y Bores leyó su elogio histórico y Rafael Nadal y Lacaba pronunció «el último adiós a los manes del finado». El publicista y médico Emilio Pi y Molist, en el discurso que leyó en la Real Academia de Medicina de Barcelona el 25 de enero de 1875, dijo de él lo siguiente:

[...] que el señor Aeller por largo tiempo pareció el Néstor de la medicina catalana, fue maestro de nuestros maestros, personificación de la ciencia en la cátedra, oráculo clínico; a cuya fama inclinábase respetuosamente el público médico de Barcelona, y cuya sola presencia —¡tanta era su nombradía!— obraba de golpe como un remedio moral en todo enfermo. Repetidas veces arrebató a algunos del trance de la muerte por tan inopinada y maravillosa manera, que bien habría podido decirle luego, pasmándose de su propio triunfo, lo que el anciano Iapis a Eneas, catado que le hubo la llagada con el misterioso bálsamo, y extraído la saeta: «Nequee... mea dextera servat... ¡maior agit Deus!».

## Obras
Ameller y Ros escribió, entre otras, las siguientes obras:
- Preservativo saludable particular o botiquín para sí mismo (siglo XVIII)
- Elementos de los afectos internos (1840)
- Prolegómenos de clínica médica (1838)